# Rudolf Beer (SS-Mitglied)
Rudolf Beer (geboren 17. Februar 1911 in Friedland in Böhmen, Österreich-Ungarn; gestorben 10. April 1988 in Menzingen, Kraichtal) war ein tschechoslowakischer Lehrer und deutscher SS-Obersturmführer im Konzentrationslager Ravensbrück.

## Leben
Rudolf Beer war Sohn eines Bahnbeamten. Nach dem Ersten Weltkrieg gehörte die Familie zur sudetendeutschen Minderheit in der Tschechoslowakei. Er besuchte die Volksschule und die Bürgerschule. Er wurde vier Jahre an der deutschsprachigen Lehrerbildungsanstalt in Reichenberg ausgebildet. Von 1930 bis 1938 war Beer an verschiedenen deutschsprachigen Volks- und Bürgerschulen im Sudetenland tätig. 1934 leistete er einen einjährigen Militärdienst in der Tschechoslowakischen Armee und wurde zum Unterleutnant der Reserve befördert. Beer heiratete 1938. Während der Sudetenkrise trat er im April 1938 der Sudetendeutschen Partei bei. Nach dem Anschluss des Sudetenlands an das Deutsche Reich beantragte er am 2. Januar 1939 die Aufnahme in die NSDAP und wurde rückwirkend zum 1. Dezember 1938 aufgenommen (Mitgliedsnummer 6.574.195). Im Oktober 1938 wurde er Mitglied der SS. Anfang 1940 wurde er als Untersturmführer zur Waffen-SS einberufen und wurde im besetzten Polen und bei der Eroberung der Niederlande als Zugführer in einem Totenkopfregiment eingesetzt. 
Im Oktober 1940 wurde er Adjutant im Wachbataillon im KZ Auschwitz und ein Jahr später im Rang eines SS-Obersturmführers zum Schutzhaftlagerführer des Männerlagers im Konzentrationslager Ravensbrück bestellt. Während seiner Zeit in Ravensbrück waren anfangs 300 und 1944 1.500 Männer verschiedener Nationen inhaftiert, die in fünf Baracken eingepfercht waren und Zwangsarbeit leisten mussten. Ihm unterstanden fünf SS-Blockführer und ein SS-Arbeitsdienstführer sowie ein Geflecht von Funktionshäftlingen. Er selbst unterstand unmittelbar dem KZ-Kommandanten Ravensbrück und dieser der KZ-Inspektion in Oranienburg.  Wegen einer Auseinandersetzung mit dem Kommandanten Fritz Suhren meldete er sich im Juli 1944 zum Fronteinsatz in der SS-Panzer-Division „Wiking“ und geriet bei Kriegsende in Kriegsgefangenschaft.
Nach seiner Entlassung kam er im Juni 1946 in politische Haft im Lager Ludwigsburg. Die Zentralspruchkammer Nordwürttemberg in Ludwigsburg stufte ihn als „Hauptschuldigen“ ein und verurteilte ihn am 5. November 1948 auf Grund festgestellter Tätigkeiten zu einer zehnjährigen Arbeitslagersühne, die er im Arbeitslager Ludwigsburg ableisten sollte. Das Urteil wurde von der „Zentralberufungskammer Nordwürttemberg“ am 14. Juni 1949 bestätigt. Im Januar 1950 wurde Beer erneut in Untersuchungshaft genommen und vor dem Landgericht Stuttgart angeklagt. Am 12. Juli 1950 addierte das Gericht für die Anklagepunkte mehrfache Körperverletzung im Amt, Aussageerpressung mittels Pfahlhängen oder Auspeitschen und andere Straftatbestände eine Strafe von 84 Jahren, so dass Beer zu einer Gesamtstrafe von 15 Jahren Zuchthaus und der Maximalstrafe von zehn Jahren Ehrverlust verurteilt wurde. Das Oberlandesgericht Stuttgart verwarf am 19. Januar 1951 Beers Berufung und verwies dabei erneut auf die mit Zeugenaussagen belegte besondere Unmenschlichkeit Beers als Lagerführer. In einem zweiten Prozess wegen Ermordung eines Häftlings im Außenlager auf dem Gut Dahmshöhe im Juli 1943 musste Beer vom LG Stuttgart mangels eines ausreichenden Beweises freigesprochen werden.
Beer kam 1955 wieder frei, er starb 1981.